# 南路特委抗日武装起义指挥部旧址
南路特委抗日武装起义指挥部旧址，位于中国广东省湛江市吴川市塘缀镇低岭村，为吴川市的一个市级文物保护单位，类型为近现代重要史迹及代表性建筑，公布时间为2000年10月13日。
南路特委抗日武装起义指挥部旧址的历史年代为近代。